# هائه‌بارو، اوکیناوا
هائه‌بارو، اوکیناوا (به لاتین: Haebaru, Okinawa) یک منطقهٔ مسکونی در ژاپن است که در استان اوکیناوا واقع شده‌است. هائه‌بارو  ۳۴٬۵۸۶ نفر جمعیت دارد.